# Longny les Villages
Longny les Villages é uma comuna francesa na região administrativa da Normandia, no departamento de Orne. Estende-se por uma área de 151.76 km². Em 2010 a comuna tinha 3 052 habitantes (densidade: 20,1 hab./km²).
Foi criada em 1 de janeiro de 2016, a partir da fusão das antigas comunas de La Lande-sur-Eure, Longny-au-Perche (sede da comuna), Malétable, Marchainville, Monceaux-au-Perche, Moulicent, Neuilly-sur-Eure e Saint-Victor-de-Réno.